# عضد (المكلا)

تعديل مصدري - تعديل

عضد هي إحدى قرى عزلة المكلا بمديرية المكلا التابعة لمحافظة حضرموت، بلغ تعداد سكانها 363 نسمة حسب تعداد اليمن لعام 2004.